# Liste der denkmalgeschützten Objekte in Nejdek
Grundlage dieser Liste der denkmalgeschützten Objekte in Nejdek ist die ÚSKP-Liste (Ústřední seznam kulturních památek České republiky, deutsch Zentrale Liste der Kulturdenkmäler der Tschechischen Republik), die von der tschechischen Denkmalschutzbehörde NPÚ (Národní památkový ústav, deutsch Nationale Denkmalbehörde) seit 1987 geführt wird und an die seit dem Jahr 1850 geschaffenen Listen anschließt.

## Nejdek(Neudek)
| Lage                                                            | Objekt                                                               | Beschreibung | ÚSKP-Nr.                  | Bild           |
| --------------------------------------------------------------- | -------------------------------------------------------------------- | --- | ------------------------- | -------------- |
| Nejdek, náměstí Karla IV, Závodu míru (Standort)                | Burg Neudek, Schwarzer Turm (Černá věž)                              | Burg Neudek, Schwarzer Turm (Černá věž) und Ruinen. Die Burg wurde im 14. Jahrhundert von Konrád Plik aus Plikenstein erbaut. Bis heute ist nur der auf dem Felsen stehende gotische, zweistöckige Turm erhalten geblieben, seit dem 18. Jahrhundert als Glockenturm genutzt. | 47291/4-957 Info Katalog  | weitere Bilder |
| Nejdek, náměstí Karla IV. 174 (Standort)                        | Pfarrkirche St. Martin                                               | Dekanatskirche St. Martin. Die ursprünglich gotische Pfarrkirche wurde bereits 1354 erwähnt, später erfolgten zahlreiche Umbauten, die grundlegendste in den Jahren 1755/56. Eine gemauerte, verputzte, einschiffige Kirche, bestehend aus einem rechteckigen Kirchenschiff und einem Chorraum mit gerundetem Abschluss. An der Südseite des Chores schließt sich eine rechteckige Sakristei mit Oratorium im ersten Stock an. | 38718/4-952 Info Katalog  | weitere Bilder |
| Nejdek, náměstí Karla IV., bei der Kirche St. Martin (Standort) | Statue des hl. Johannes von Nepomuk (Socha svatého Jana Nepomuckého) | Barocke Sandsteinstatue des hl. Johannes von Nepomuk, in Lebensgröße und klassischer Darstellung, auf einem Sockel stehend, mit Widmungsinschrift und Datum. Das Werk wurde 1710 von der Stadt Neudek in Auftrag gegeben, die Urheberschaft ist unbekannt. | 21173/4-955 Info Katalog  | weitere Bilder |
| Nejdek, náměstí Karla IV., bei der Kirche St. Martin (Standort) | Dreifaltigkeitssäule (Sloup se sousoším Nejsvětější Trojice)         | Eine barocke Säule mit einer Skulptur der hl. Dreifaltigkeit wurde 1715 von A. G. Pöhner an der Kirche St. Martin errichtet. Eine hohe toskanische Säule aus Sandstein, die von einer Gruppe der hl. Dreifaltigkeit überragt wird, steht auf einem glatten Sockel mit einem Gesims, das auf der Vorderseite mit dem IHS-Monogramm versehen ist. Am Fuß der frontal sitzenden Gottvaterfigur, die eine Tiara auf dem Kopf und in den Händen eine Darstellung des Leichnams Christi trägt, befindet sich der Heilige Geist mit ausgebreiteten Flügeln. Sie stand früher in der Nähe des Hotels zur Post (Pošta) und wurde 1924 zur Kirche versetzt.                            | 36504/4-954 Info Katalog  | weitere Bilder |
| Nejdek, náměstí Karla IV., bei der Kirche St. Martin (Standort) | Mariensäule                                                          | Auf dem Hauptplatz in Neudek wurde eine Mariensäule aus Granit aus dem 18. Jahrhundert mit einer Statue der Jungfrau Maria aufgestellt, der Denkmalschutz wurde 1980 aufgehoben. 1988 wurde die Säule nach Nové Hamry (Neuhammer) versetzt und darauf eine neue Skulptur der Jungfrau Maria aus den 1980er Jahren des regionalen Künstlers Karel Žák aufgestellt. In Nejdek wurde anstelle der ursprünglichen Granitsäule im Jahr 2005 eine neue 12 m hohe Mariensäule aus Sandstein aufgestellt, die vom akademischen Bildhauer Michal Moravec geschaffen wurde. Die neue Mariensäule in Nejdek ist weder im Denkmalkatalog noch im Denkmalverzeichnis des NPÚ verzeichnet. | 53063/4-953 Info Katalog  | weitere Bilder |
| Nejdek, náměstí Karla IV. 236 (Standort)                        | Bürgerhaus Nr. 236                                                   | Einstöckiges Bürgerhaus in geschlossener Bebauung mit einer 7-achsigen Fassade. Empirebau mit Portal von 1827, der an der Stelle eines älteren (wohl spätgotischen) Hauses errichtet wurde. | 46234/4-958 Info Katalog  | weitere Bilder |
| Nejdek, náměstí Karla IV. 238 (Standort)                        | Bürgerhaus Nr. 238                                                   | Einstöckiges Bürgerhaus in geschlossener Bebauung vom Ende des 19. Jahrhunderts mit historistisch gestalteter Fassade. Das Haus überragt die anderen Häuser der Straßenreihe. In den Fenstern ist das original handgefertigte Glas erhalten. Hier befindet sich das örtliche Ethnografische Museum Nejdek. | 41957/4-959 Info Katalog  | weitere Bilder |
| Nejdek, náměstí Karla IV. 128, Soudní (Standort)                | Bezirksgericht (Okresní soud)                                        | Bezirksgericht. Das Eckhaus mit L-förmigem Grundriss befindet sich am Karl der IV.-Platz und ist diesem mit einer 5-achsigen Fassade zugewandt. Das Haus wurde um die Wende vom 18. zum 19. Jahrhundert erbaut. Der wertvollste Teil ist der klassizistische nördliche Gefängnisflügel, in dem sich die Zellen befinden. | 100331 Info Katalog       | weitere Bilder |
| Nejdek, náměstí Karla IV., Vor Haus Nr. 127 (Standort)          | Säule mit Statue des hl. Erzengels Michael                           | Säule mit einer Statue des Erzengels Michael. Auf einer Granitsäule mit Sockel steht eine lebensgroße barocke Sandsteinstatue des Erzengels Michael. Das Werk stammt aus dem ersten Viertel des 18. Jahrhunderts, der Autor ist unbekannt. Heute ist die Skulptur eine Kopie des 2006 zerstörten Originals. | 32767/4-960 Info Katalog  | weitere Bilder |
| Nejdek 82 ()                                                    | Ehem. Haus Nr. 82                                                    | Einstöckiges Haus im Empire-Stil, seine Hauptfassade mit Mittelrisalit endet mit in einem Dreiecksgiebel mit Türmchen. Die Zimmer besitzen Flachdecken. Der Denkmalschutz wurde aufgehoben, weil das Gebäude in vollständig veränderter Art wieder aufgebaut wurde. Ein Haus mit der Nr. 82 existiert nicht mehr. Nach der Reihenfolge der Hausnummern müsste sich das Haus auf der Südseite der Karlovarská-Straße zwischen den Nummern 80 und 85 befinden. | 52520/4-956 Info Katalog  |                |
| Nejdek, Horní, Husova 539, 525 (Standort)                       | Evangelische Kirche mit Pfarrhaus                                    | Evangelische Kirche mit Pfarrhaus. Das Areal der evangelischen Kirche besteht aus der Kirche selbst, dem Garten, der Einfriedung und dem angrenzenden Pfarrhaus. Das gesamte Areal wurde 1904 vom deutschen Architekten Julius Zeißig (1855–1930) erbaut. Die Kirche ist im neogotischen Stil und das angrenzende Pfarrhaus im Jugendstil gestaltet. Die Gebäude stehen in der Horní-Straße, ihre Adressen sind jedoch der Husová-Straße zugeordnet. | 102155 Info Katalog       | weitere Bilder |
| Nejdek, Karlovarská 49 (Standort)                               | Neues Schloss                                                        | Nachdem das alte Schloss in Nejdek baufällig und unbewohnbar geworden war, veranlasste Graf Humprecht Czernin (1628–1682) um 1652 den Bau eines neuen Schlossgebäudes, unter Verwendung von Baustoffen des alten Schlosses. 1889 erfolgte ein Umbau im Neorenaissancestil durch Moritz von Königswarter (1837–1893). |                           | weitere Bilder |
| Tisová (Eibenberg), OT von Nejdek, Tisovský vrch (Standort)     | Tisovský vrch, Aussichtsturm auf dem Peindlberg (977 m)              | Der steinerne Aussichtsturm auf dem Peindlberg (jetzt Pajndl genannt) wurde in den Jahren 1895–1897 vom Neudeker Erzgebirgsverein durch den Baumeister Schöberle erbaut. Der 21 m hohe, massive Aussichtsturm ist aus Granit-Steinquadern errichtet, auf einem etwa quadratischen Grundriss von 5 × 5 m mit einer Mauerwerksstärke von bis zu 1,3 m. Über dem vierten OG befindet sich eine Aussichtsterrasse mit dekorativen Geländer und einem Türmchen. Eine Wendeltreppe mit 114 Granitstufen führt zur Aussichtsplattform. | 12419/4-4877 Info Katalog | weitere Bilder |